# Дем'яновка
Дем'я́новка (рос. Демьяновка) — селище у складі Ленінськ-Кузнецького округу Кемеровської області, Росія.

## Населення
Населення — 1090 осіб (2010; 1178 у 2002).
Національний склад (станом на 2002 рік):
- росіяни — 92 %